# Limni Amvrakia
Limni Amvrakia este o arie protejată (arie specială de conservare — SAC, sit de importanță comunitară — SCI) din Grecia întinsă pe o suprafață de 2.229,17 ha, integral pe uscat.

## Localizare
Centrul sitului Limni Amvrakia este situat la coordonatele 38°44′57″N 21°10′39″E / 38.749096°N 21.177428°E.

## Înființare
Situl Limni Amvrakia a fost declarat sit de importanță comunitară în aprilie 1997 pentru a proteja 9 specii de animale. Situl a fost protejat și ca arie specială de conservare în martie 2011.

## Biodiversitate
Situată în ecoregiunea mediteraneană, aria protejată conține 3 habitate naturale: Lacuri eutrofice naturale cu vegetație de tip Magnopotamion sau Hydrocharition, Pajiști umede mediteraneene cu ierburi înalte de Molinio-Holoschoenion, Galerii și tufărișuri riverane sudice (Nerio-Tamaricetea și Securinegion tinctoriae).
La baza desemnării sitului se află mai multe specii protejate:
- mamifere (2): lupul (Canis lupus), vidră de râu (Lutra lutra)
- nevertebrate (1): Paracaloptenus caloptenoides
- pești (6): Cobitis trichonica, Economidichthys pygmaeus, Pelasgus stymphalicus, Rutilus panosi, Silurus aristotelis, Tropidophoxinellus hellenicus

Pe lângă speciile protejate, pe teritoriul sitului au mai fost identificate 3 specii de plante, 6 specii de mamifere, 1 specie de pești.